# Tombeau des géants d'Osono
Le tombeau des géants d'Osono, découverte dans les années 1990, se trouve près de Triei, dans la province de l'Ogliastra, en Sardaigne.

## Histoire
Connues en Sardaigne sous le nom de « Tumbas de sos zigantes » (Tombes des géants) et en italien (pluriel) « Tombe dei Giganti », ces structures sont les plus grands sites de culte pré nuragiques de Sardaigne et comptent parmi les structures mégalithiques les plus récentes d'Europe. Les 321 tombes géantes connues sont des monuments de la culture de Bonnanaro de l'âge du bronze (2200-1600 av. J.-C.).

## Description
Structurellement, les « tombes de géants » se présentent sous deux formes. Les structures avec « stèles-portails » et exèdres appartiennent au type le plus ancien,. Dans les structures plus récentes, l'exèdre est constituée d'une façade en pierre de taille surélevée, faite de blocs de pierre sculptés et superposés, plutôt que de stèles monolithiques. Le tombeau d'Osono était à l'origine une structure du type le plus ancien (avec stèle-portail) en calcaire blanc, qui a ensuite été transformée en une structure du type le plus récent (avec façade en pierre de taille).

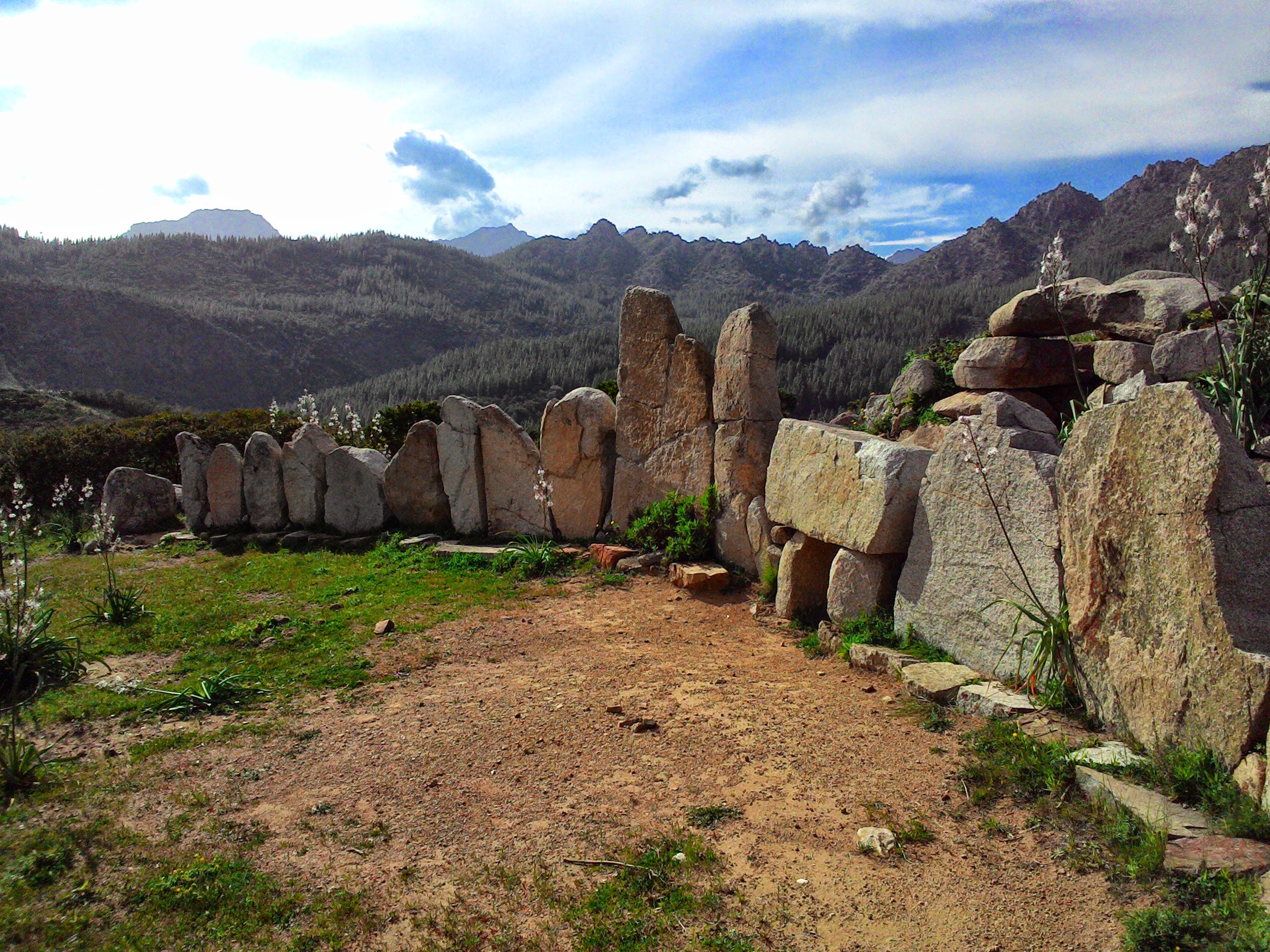
Tombeau des géants de Osono - vue de face.

Le complexe mesure plus de 22,5 mètres de long. L'intérieur, le toit et les extensions voûtées de la chambre de 10 mètres de long, sont les parties les plus anciennes du complexe et sont intactes. L'exèdre, faite de grosses pierres, mesure 19 mètres de large. La section d'accès, construite postérieurement, était déjà conçue à la préhistoire d'une manière uniforme sur l'île. La stèle du portail central a été remplacée par un trilithe. Deux blocs bas sont recouverts d'un linteau massif.